# RollerCoaster Tycoon (jeu vidéo)
RollerCoaster Tycoon (souvent abrégé RCT) est un jeu vidéo de gestion de parcs de loisirs conçu et développé par Chris Sawyer Productions et édité par Hasbro Interactive. Le jeu est sorti en France en mai 1999 sur PC. Il s'agit du premier opus de la série RollerCoaster Tycoon. Roller Coaster Tycoon propose au joueur de se mettre dans la peau d'un directeur de parc d'attractions. Il est ainsi possible de construire ses propres manèges et de les gérer, de faire de la recherche/développement, ou encore d'embaucher du personnel. Un intérêt tout particulier doit être apporté à la satisfaction des visiteurs de son parc afin de remporter la partie.

## Trame
Le jeu ne se déroule pas en une seule phase, mais contient 22 scénarios/cartes dépeignant différents endroits et climats : désertique, forestier, lacustre, rocailleux, insulaire, etc. Chaque carte a des objectifs à remplir, comme augmenter la valeur du parc ou atteindre un certain quota de visiteurs à une date donnée. Les extensions du jeu apporteront de nouveaux objectifs, comme rembourser un emprunt colossal, sauver un parc de la catastrophe ou encore remettre sur rails un parc mis à l'abandon... Dans la plupart des cas, le joueur dispose d'un temps limité (un certain nombre d'années de temps virtuel) pour remplir ces objectifs.

## Système de jeu
Le joueur peut construire de nombreuses attractions et manèges dans chacun des parcs : grande roue, maison hantée, montagnes russes, bateau à bascule, circuit de karting ou encore descente aquatique. Le jeu dispose de près de 60 attractions, chacune personnalisable sous bien des aspects (Prix du ticket, couleurs de l'attraction, musique d'ambiance, nombre de tours ou encore nombre de trains pour les montagnes russes). Le jeu se différencie de ses concurrents par son réalisme concernant les attractions : tous les modèles proposés dans le jeu existaient à l'époque, cet aspect étant conservé dans les suites. [citation nécessaire]
Une autre partie importante est la prise en compte des besoins des visiteurs, il faudra ainsi construire des toilettes pour leur commodité, proposer des points d'information, mais aussi penser à leur alimentation en leur proposant des stands de boissons, de frites, de hamburgers, etc. Un aspect marketing est également apporté au jeu avec la vente de produits dérivés.
Côté architecture, il sera parfois nécessaire de faire des travaux, le jeu intègre un modeleur de terrain afin d'aplanir les allées, construire des plans d'eau ou goudronner les chemins. Le joueur peut également agrémenter les allées de bancs, de fleurs, de statues, et d'autres éléments décoratifs.
Enfin, il faudra également faire face à des problèmes comme les pannes d'attractions, les accidents de montagnes russes, les orages, le vandalisme, la saleté du parc avec les poubelles pleines et les déchets jonchant les allées mais aussi les visiteurs malades vomissant par terre. Il est ainsi possible d'engager des agents de sécurité pour combattre le vandalisme, des mécaniciens pour prévenir les pannes et des agents de maintenance pour nettoyer les allées et vider les poubelles.
Une partie marketing est également proposée afin de faire venir davantage de monde dans son parc. Il est ainsi possible de réduire de 50 % le prix de son parc ou d'offrir pendant une journée la possibilité à un visiteur de faire une attraction gratuitement.

## Développement

Cube en 3D isométrique.

RollerCoaster Tycoon est conçu et développé par Chris Sawyer et MicroProse, et édité par Hasbro Interactive. Après avoir sorti Transport Tycoon en 1994, MicroProse décide de créer un jeu sur une autre passion de Chris Sawyer, les montagnes russes. La musique du jeu est composée par Allister Brimble.
Le jeu utilise la 3D isométrique, ce qui permet de voir le parc sous 4 angles alors que les visiteurs et les attractions restaient des  sprites 2D. Ce genre de graphisme était courant à l'époque pour diminuer les besoins en ressources de l'ordinateur et augmenter la fluidité du jeu.

## Musique
Le carrousel reproduit des musiques issues des valses de Johann Strauss II, telles que Sang viennois, Histoires de la forêt viennoise et Vie d'artiste.

## Accueil

### Critiques
La version sur ordinateur a été apprécié par la critique. Il a reçu 8,6/10 par GameSpot, 8,5/10 par IGN et 15/20 par Jeuxvideo.com. Au total le site GameRankings recensant une majorité de critiques de jeux vidéo accorde une moyenne de 87 % parmi 23 critiques. La version sur Xbox obtient un score de 63,31 % parmi 13 critiques.
Comparé à Theme Park 2, sorti la même année, le jeu de Chris Sawyer y est préféré. Selon ING le jeu de « MicroProse bât Theme Park 2 avec un coup de poing, ».
Néanmoins le jeu comporte également des défauts lui sont reprochés comme le manque d'un mode « bac à sable », et uniquement 21 niveaux jouables. Le site Jeuxvideo.com reproche également le manque de réglage de la vitesse, où ainsi « il arrive souvent qu'on passe de longues minutes à attendre sans rien faire ».

### Ventes
Le jeu a été un succès et a généré un revenu de 180 millions de dollars.
Selon le site VG Chartz, la version PC du jeu s'est vendu à 3,8 millions d'exemplaires en Amérique du Nord et à un millier d'exemplaires en Europe (chiffre européen compté à partir de 2010, incomplet).

## Postérité
Deux extensions sont développées par MicroProse. Le premier est RollerCoaster Tycoon : Nouvelles Attractions, sorti en 1999, suivi par RollerCoaster Tycoon : Loopings en Folie. Le premier apporte, entre autres, de nouvelles attractions, l'ajout de musique pour celles-ci et de nouveaux scenarios, tandis que le second apporte, outre de nouveaux scenarios, de nouveaux décors comme médiéval, jungle, horreur, urbain, spatial, jurassique. 
Le premier opus est porté sur la Xbox de Microsoft. Le fabricant Stern Pinball a également développé un flipper à l’effigie de la série.
RollerCoaster Tycoon est le premier opus de la série RollerCoaster. Il sera suivi en 2002 par RollerCoaster Tycoon 2 développé par MicroProse également et édité par Infogrames, puis par RollerCoaster Tycoon 3 en 2004 développé par Frontier Developments et édité par Atari Inc.. RollerCoaster Tycoon World (RollerCoaster Tycoon 4) était prévu pour le printemps 2015, mais est finalement sorti le 16 novembre 2016.